# إبراهيم الجارحي

## نبذة عن حياته
إبراهيم الجارحي (مواليد 9 نوفمبر 1975) صحفي مصري. تخرج من كلية الحقوق بجامعة المنصورة_(مصر) عام 2000.
عمل في نفس العام رساما للكاريكاتير في صحيفة الوفد المصرية لمدة عام ونصف ثم تنقل بين عدة صحف بينها صوت الأمة والغد والأهالي.
في عام 2003 إنضم إبراهيم الجارحي إلى فريق عمل الخدمة العربية بهيئة الإذاعة البريطانية بي بي سي حيث عمل محرراً في موقعها العربي ثم معداً ومخرجاً ومذيعاً ومراسلاً في الإذاعة العربية من عدة دول من بينها الجزائر والسودان وغانا وغيرها.
في عام 2006 أوفد صندوق هيئة الإذاعة البريطانية للخدمات الإنسانية الجارحي إلى دارفور بالسودان ليقود فريق الهيئة هناك في إنتاج برامج مخصصة للنازحين واللاجئين في الإقليم المنكوب. وحصل برنامج أرسم ع الأرض مكانك الذي أنتجه فريق العمل على جائزة أفضل برنامج لبناء السلام في أفريقيا.
عاد الجارحي إلى القاهرة عام 2008 مذيعا ومعداً في الخدمة العربية لهيئة الإذاعة البريطانية حتى عام 2009.
في مطلع 2008 أسس إبراهيم الجارحي إذاعة تيت راديو، أول إذاعة مصرية حرة على الإنترنت. وحققت الإذاعة نجاحا طيبا طوال فترة بثها التي بلغت ثلاث سنوات قدمت فيها مئات من الحلقات الإذاعية النقدية الساخرة.
إنتقل الجارحي عام 2009 إلى قناة ONTV رئيساً لتحرير غرفة الأخبار، لكنه تركها بعد أقل من عام لينضم إلى الخدمة العربية بوكالة تومسون رويترز للأنباء حيث عمل لمدة خمس سنوات صحفياً ومحرراً للأخبار العربية.
بدأ إبراهيم الجارحي في عام 2013 برنامجه جارحي شو الذي إستهله على الإنترنت ثم على قناة ONTV وهو يعرض أسبوعياً في العاشرة مساءاً من يوم السبت.
قدم الجارحي على إذاعة ميجا إف إم في عام 2014 برنامجه المواطن جارحي الذي أوقفه الجارحي بعد عدة أشهر تضامناً مع حقوق زملائه الصحفيين بالإذاعة.
نشر الجارحي خلال حياته ثلاثة كتب هي: حارة ضبعة (رواية) وباراشوت (من أدب الرحلات الساخر) ومرسي #قصة_قصيرة_حزينة (كتاب تاريخ ساخر)
ويعد الجارحي بعد ذلك واحداً من أبرز المدونين على شبكات التواصل الاجتماعي حيث يتابعه مئات الآلاف من المتابعين.
ويعمل الجارحي حالياً مدربا للصحافة والإعلام في عدد من المؤسسات الصحفية العربية من بينها الشبكة العربية للصحافة الاستقصائية (أريج).

## أعماله
- جارحي شو
- المواطن جارحي
- جابت راجل
- تيت راديو
- هو وهي

## مؤلفاته
- حارة ضبعة
- باراشوت (كتاب)
- مرسي قصة قصيرة حزينة